# Emilio Nsue
Emilio Nsue López est un footballeur international équatoguinéen, né le 30 septembre 1989 à Palma de Majorque en Espagne. Il évolue au poste d'arrière droit ou d'ailier au CF Intercity.
Nsue est le meilleur buteur de l'histoire de l'équipe de Guinée équatoriale avec 22 réalisations en 43 matchs.
Le 10 mai 2024, la FIFA indique qu’il aurait joué illégalement pour cette sélection durant onze ans.

## Biographie

### En club
Il commence sa carrière en 2006 au RCD Majorque, où il apparaît dans 153 matchs de compétition et quatre saisons de la Liga, et passe aussi en prêt au CD Castellón (en 2008-2009) et à la Real Sociedad (en 2009-2010).
Le 1er août 2014, il s'engage à Middlesbrough, en EFL Championship (deuxième division anglaise).
Le 18 janvier 2017, il est transféré à Birmingham City, toujours en EFL.
Le 1er janvier 2018, il rejoint le du championnat Panchypriote Cyta en signant à l'APOEL Nicosie, à Chypre.
Le 28 février 2019, à la suite d'une faute grave pour une agression présumée envers son entraîneur, la commission disciplinaire de l'APOEL décide de résilier unilatéralement son contrat ; le 11 juillet 2019, il est transféré à l'Apollon Limassol dans le même championnat chypriote.
Il retourne le 3 septembre 2020 à l'APOEL Nicosie.
Le 9 février 2022, il signe au FK Tuzla City, en Première Ligue de Bosnie-Herzégovine.
Le 17 juin 2022, il revient en Espagne en signant au CF Intercity, en championnat d'Espagne de football de troisième division.

### En sélection nationale

#### Avec l'Espagne
Nsue joue pour l'équipe d'Espagne au niveau junior, remportant les championnats européens en 2007 et en 2011.

#### Avec la Guinée équatoriale
Le 24 mars 2013, il fait ses débuts internationaux avec la Guinée équatoriale, et deux ans plus tard, représente ce pays à la Coupe d'Afrique des nations 2015 qui se joue à domicile. L'équipe parvient à atteindre les demi-finales de la compétition. Le 27 décembre 2021, il est retenu par le sélectionneur Juan Micha afin de participer à la Coupe d'Afrique des nations 2021 organisée au Cameroun. En décembre 2023, il est retenu dans la liste des vingt-sept joueurs équatoguinéens sélectionnés pour disputer la Coupe d'Afrique des nations 2023. Il a fini meilleur buteur de cette CAN et a été inclus dans l’équipe type de cette compétition.
Le 10 mai 2024, la FIFA le suspend six mois de tout match de sélection nationale pour avoir joué en étant inéligible lors de deux matchs de qualification pour la Coupe du monde 2026. Il n'aurait acquis la nationalité équatoguinéenne qu'après avoir déjà joué au niveau des équipes de jeunes pour l'Espagne, ce qui le rendait inéligible à un changement d'association. La Féguifoot avait déjà été sanctionné à deux reprises en 2013 dans cette affaire.

## Palmarès

### En club
- Real Sociedad
  - Vainqueur de la Liga Adelante : 2010
- Middlesbrough
  - Vice-champion de la Football League Championship en 2016

### En sélection
- Espagne
  - 2007 : Vainqueur du Championnat d'Europe des moins de 19 ans
  - 2009 : Vainqueur des Jeux méditerranéens
  - 2011 : Vainqueur du Championnat d'Europe espoirs